# ハース・VF-18
ハース・VF-18 (Haas VF-18) は、ハースF1チームが2018年のF1世界選手権参戦用に開発したフォーミュラ1カーである。

## 概要
他チームに先駆け、2018年2月14日にウェブ上で先行公開された。前年のマシンVF-17の進化版で、レギュレーションの変更によりシャークフィンがなくなり、コックピット保護デバイス「ハロ」が搭載されている。空力の改善やハンドリングの問題改善に重点を置いて開発された。フェラーリの前年のマシンSF70Hの特徴だった独創的なサイドインテークを備えている。
カラーリングは2016年のVF-16で使用された白と赤のカラーリングに戻されている。

## 2018年シーズン
ドライバーはロマン・グロージャンとケビン・マグヌッセンが残留。
プレシーズンテストでは、総合タイムのトップ10に入り、関係者を驚かせた。それを証明するかのように開幕戦オーストラリアGPでは2台ともQ3に進出し、決勝でも2台とも上位を走り速さを見せたものの、両者ともピットストップでのタイヤ交換ミスでリタイアとなってしまった。
第5戦スペインGPまでは1台が予選Q3の常連となっており、マグヌッセンは第2戦バーレーンGPの5位入賞を筆頭に前年より好調なスタートを切り、第8戦フランスGPの入賞の段階で前年の成績を上回った。第15戦シンガポールGPでは自身及びチーム初のファステストラップを記録した。だが、グロージャンは自身の方にマシントラブルが集中したうえ、自らのミスもあり苦戦気味であったが、第9戦オーストリアGPで4位入賞を果たし、シーズン初ポイントかつチームの最高順位を更新しエースドライバーとしての意地を見せた。これをきっかけにグロージャンは復調し、第10戦イギリスGPこそ失敗するが、第11戦ドイツGP以降は安定した走りを見せるようになる。
予選Q3の常連なことから、マシンの速さが本物であったが、シーズンを通じて何らかのトラブルやミスでポイントを取りこぼす場面が目立った。例えば、第4戦アゼルバイジャンGP終盤のセーフティカー導入中に6位走行中のグロージャンが運転ミスでリタイア。解除後もマグヌッセンはマシンが不安定になった影響で10位争いをしていたピエール・ガスリーと接触し、入賞のチャンスを失っている。スペインGPは開幕戦以来の両者Q3進出を果たしマグヌッセンが6位に入賞したが、グロージャンは1周目に単独スピンを犯してガスリーとニコ・ヒュルケンベルグを巻き込みリタイアした。また、第14戦イタリアGPでグロージャンが6位でフィニッシュしたものの、コンストラクターズランキング4位を争うルノーからフロア寸法のレギュレーション違反を指摘され失格となった。ホームグランプリのアメリカGPでもマグヌッセンが9位でフィニッシュしたものの、レース全体での燃料使用量105kgを超過したため失格となっている。

## スペック

### シャシー
- シャシー構造：カーボンファイバー/ハニカムコンポジット構造
- ボディーワーク：カーボンファイバー
- ダンパー：ZFザックス
- ステアリング：フェラーリ
- シートベルト：サベルト
- シート：カーボンファイバー製
- ブレーキ：カーボンファイバー製ディスクブレーキ、ブレーキパッド、6ピストンブレーキキャリパー
- ホイール：OZレーシング
- タイヤ：ピレリ P-Zero
- トランスミッション：フェラーリ セミオートマチック・シーケンシャル電子制御（クイックシフト） 8速＋リバース1速、サーボ制御式油圧リミテッド・スリップ・デフ
- クラッチ：APレーシング
- 燃料タンク：ATL
- 燃料・オイル：シェル
- 全幅：2,000mm
- 重量：733kg（ドライバーを含む）

### パワーユニット
- 型式：フェラーリ 062 EVO
- 排気量：1,600cc
- 気筒数：V型6気筒
- 過給機形式：ターボ
- 最高回転数：15,000rpm（レギュレーションで規定）

## 記録
| 年   | No. | ドライバー   | 1   | 2   | 3   | 4   | 5   | 6   | 7   | 8   | 9   | 10  | 11  | 12  | 13  | 14  | 15  | 16  | 17  | 18  | 19  | 20  | 21  | ポイント | ランキング |
| 年   | No. | ドライバー   | AUS | BHR | CHN | AZE | ESP | MON | CAN | FRA | AUT | GBR | GER | HUN | BEL | ITA | SIN | RUS | JPN | USA | MEX | BRA | ABU | ポイント | ランキング |
| ---- | --- | ------------ | --- | --- | --- | --- | --- | --- | --- | --- | --- | --- | --- | --- | --- | --- | --- | --- | --- | --- | --- | --- | --- | -------- | ---------- |
| 2018 | 8   | グロージャン | Ret | 13  | 17  | Ret | Ret | 15  | 12  | 11  | 4   | Ret | 6   | 10  | 7   | DSQ | 15  | 11  | 8   | Ret | 11  | 8   | 9   | 93       | 5位        |
| 2018 | 20  | マグヌッセン | Ret | 5   | 10  | 13  | 6   | 13  | 13  | 6   | 5   | 9   | 11  | 7   | 8   | 16  | 18  | 8   | Ret | DSQ | 15  | 9   | 10  | 93       | 5位        |

- 太字はポールポジション、斜字はファステストラップ（key）
- † 印はリタイアだが、90%以上の距離を走行したため規定により完走扱い。